# Згеж (гмина)
Згеж (пол. Zgierz) — сельская гмина (волость) в Польше, входит как административная единица в Згежский повет, Лодзинское воеводство. Население — 11 275 человек (на 2004 год).

## Соседние гмины
1. Гмина Александрув-Лудзки
2. Гмина Гловно
3. Лодзь
4. Гмина Озоркув
5. Озоркув
6. Гмина Паженчев
7. Гмина Пёнтек
8. Гмина Стрыкув